# Maria Padilla
A Maria Padilla Gaetano Donizetti háromfelvonásos operája (opera seria). A szövegkönyvet a zeneszerző írta Gaetano Rossival közösen François Ancelot azonos című színpadi drámája alapján. A művet 1841. december 26-án mutatták be először a milánói Scalában. Magyarországon még nem játszották.

## Szereplők
| Szereplő                                                         | Hangfekvés   | Az ősbemutató szereposztása |
| ---------------------------------------------------------------- | ------------ | --------------------------- |
| Maria Padilla, Ruiz lánya                                        | szoprán      | Sophie Löwe                 |
| Ines Padilla, Ruiz lánya                                         | szoprán      | Luigia Abbadia              |
| Don Pedro, Kasztília hercege                                     | bariton      | Giorgio Ronconi             |
| Don Ruiz di Padilla                                              | tenor        | Domenico Donzelli           |
| Don Ramiro, Albequerque hercege                                  | basszus      | Gaetano Rossi               |
| Francisca                                                        | mezzoszoprán | Teresa Ruggeri              |
| Don Luigi, Aguillar grófja                                       | tenor        | Ranieri Pochini             |
| Don Alfonso di Pardo                                             | basszus      | Agostino Berini             |
| Bianca di Francia                                                | néma szerep  |                             |
| Urak, kasztíliai és francia elöljárók, Padilla vazallusao, őrök. |              |                             |

## Cselekménye
- Helyszín: Kasztília
- Idő: 15. század második fele

### Első felvonás
Ines Padilla és Don Luigi esküvőjüket tartják. Mindenki vidám és felszabadult, csak húga Maria szótlan. Ines unszolására elmeséli, hogy néhány nappal korábban egy álmot látott, amelyben egy királyi címert hordozó kereste fel és előbb az oltárhoz majd pedig a trónhoz vezette. Ines megrémül, mert úgy érzi, hogy nővére nagyravágyásának eredménye ez az álom, de nincs sok idő ezen töprengeni, mert kürtszó harsan, újabb vendégek érkeznek. Don Alfonsót jelentik be és barátját, Don Mendezt. Vadászni voltak a környéken, itt hallottak az esküvőről, s most köszönteni jönnek a házasfeleket. Amint a ceremónia lezajlik, s a vendégek hazamennek, Francisca, Maria dajkája számol be a lánynak Don Mendez kihallgatott beszélgetéséről. E név valójában Don Pedrót, Kasztília trónörökösét rejti, akinek igen megtetszett a lány, s most megszöktetni készül. Maria így felkészülve várja látogatását, ami csakhamar el is érkezik. A lány a trónörököst nevén szólítja, majd magát kompromittáló helyzetben érezve, öngyilkosságot kísérel meg. Pedro azonban kicsavarja kezéből a tőrt, jegyesének nevezi, s megígéri, hogy rövidesen nőül veszi, sőt ezt esküjével is megerősíti. Megkéri azonban, hogy a házassági tervet tartsa titokban, mert szülei más, politikai házasságot kívánnak ráerőltetni. A lány esküjében bízva, vele szökik.

### Második felvonás
Két év múlva Pedróból király lett, Mariából pedig királyné. A lány tartja magát ígéretéhez és titkolja házasságukat, így az udvarban a király szeretőjeként tartják számon. Közben visszatér a háborúból Maria apja, Don Ruiz. Miután értesül lánya sorsáról és családja nevének meghurcolásáról, nyilvánosan inzultálja a királyt. Pedro válaszul elfogatja és megkorbácsoltatja az öregembert. Ramiro, a király főminisztere, aki a Maria elleni intrikák hátterében áll, felismerte Don Ruizt és elmondja a lánynak, hogy mi történt. Maria felháborodik és Inesszel együtt apjához rohan. Az öregurat azonban annyira megviselte a becsületén esett folt, majd nyilvános megalázása, hogy elméje megzavarodott.

### Harmadik felvonás
Maria előveszi azt az írást, amely bizonyítja, hogy ő Pedro felesége, ám Don Ruiz zavarodottságában elégeti. Az udvar politikusai, élükön Ramiróval egyre hangosabban követelik a királytól, hogy nősüljön meg, sőt Franciaországból feleségjelöltet (Bianca) is hozatnak. Már javában tartanak az esküvői előkészületek, amikor beront Maria és magához veszi az őt megillető koronát. Amikor elérkezik a hivatalos ceremónia, mindenki általános meglepetésére Pedro Mariát nevezi meg feleségének. Maria, Ines és Pedro boldogan borulnak az elméjét visszanyert Don Ruiz nyakába. Az udvar bajkeverői eközben, élükön Ramiróval új tervet szőnek Maria eltávolítására és a trón francia királyi házzal való egyesítésére.